# 劳拉·尼科尔斯
劳拉·尼科尔斯（西班牙語：Laura Nicholls，1989年2月26日—），西班牙女子篮球运动员。她曾代表西班牙国家队参加2008年和2016年夏季奥林匹克运动会篮球比赛，其中2016年奥运会获得一枚银牌。